# El Día (Uruguay)
El Día è stato un quotidiano uruguaiano fondato a Montevideo nel 1886.

## Storia
El Día fu fondato dal giornalista e politico colorado José Batlle y Ordóñez e da Arturo Santa Anna il 16 giugno 1886. Il quotidiano era stato pensato da Batlle y Ordóñez come un mezzo di propagazione per i suoi ideali progressisti e per combattere politicamente il presidente autoritario Máximo Santos. Nel luglio 1887 il giornale chiuse temporaneamente i battenti salvo poi riaprire il 19 dicembre di due anni dopo per sostenere la campagna elettorale del colorado Julio Herrera y Obes. 
Il 30 luglio 1928, in concomitanza con il rientro a Montevideo della nazionale di calcio uruguaiana appena laureatasi campione olimpica ad Amsterdam, fu inaugurata la nuova sede de El Día sulla avenida 18 de Julio. Durante la sua secolare esistenza il quotidiano annoverò tra i suoi colonnisti alcuni dei più importanti esponenti della politica uruguaiana quali Luis Batlle Berres, Lorenzo Batlle Pacheco, Jorge Pacheco Areco e Julio María Sanguinetti.
Durante la dittatura civile-militare tra il 1973 ed il 1985 il quotidiano fu ripetutamente chiuso dalle autorità e le sue copie sequestrate. Nei primi anni novanta El Día entrò in una fase di crisi finanziaria, dovuta ad una cattiva amministrazione e alla mancanza di entrate pubblicitarie. Le pubblicazioni cessarono così nel gennaio 1991. L'8 settembre 1992 il quotidiano riprese ad uscire nelle edicole salvo chiudere definitivamente nel settembre dell'anno successivo.